# Département de Choya
Le département de Choya est une des 27 subdivisions de la province de Santiago del Estero, en Argentine. Son chef-lieu est la ville de Frías.
Le département a une superficie de 6 492 km2. Sa population s'élevait à 33 720 habitants en 2001.

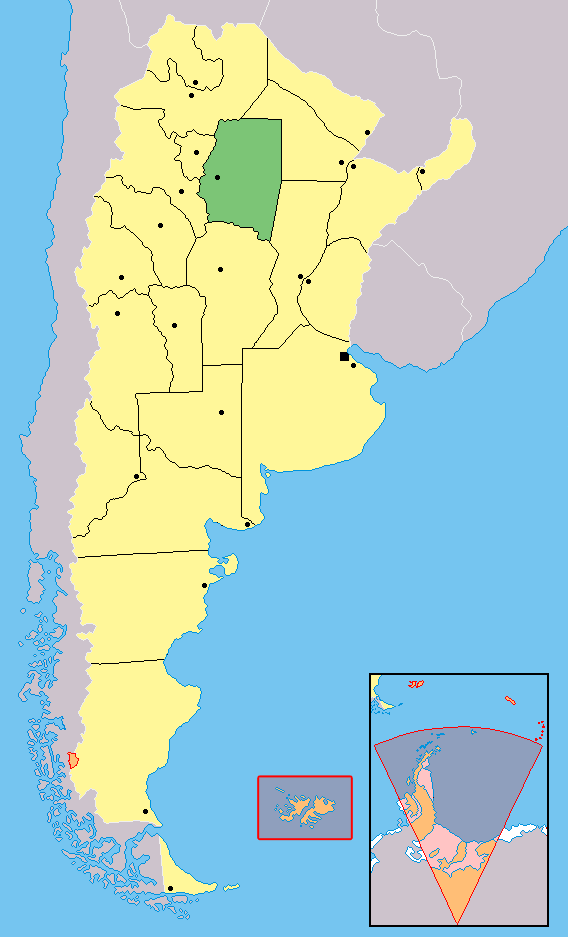
Localisation de la province de Santiago del Estero en Argentine